# جاستین بیلیو
جاستین بیلیو (انگلیسی: Justin Bilyeu؛ زادهٔ ۳ فوریهٔ ۱۹۹۴) بازیکن فوتبال اهل ایالات متحده آمریکا است.
از باشگاه‌هایی که در آن بازی کرده‌است می‌توان به باشگاه فوتبال نیویورک رد بولز اشاره کرد.